# Вествуд Лејкс (Флорида)
Вествуд Лејкс (енгл. Westwood Lakes) насељено је место без административног статуса у америчкој савезној држави Флорида.

## Демографија
По попису из 2010. године број становника је 11.838, што је 167 (-1,4%) становника мање него 2000. године.
| Група             | 2000.         | 2010.          |
| Белци             | 2.637 (22,0%) | 1.483 (12,5%)  |
| Афроамериканци    | 95 (0,8%)     | 152 (1,3%)     |
| Азијати           | 129 (1,1%)    | 118 (1,0%)     |
| Хиспаноамериканци | 9.164 (76,3%) | 10.177 (86,0%) |
| Укупно            | 12.005        | 11.838         |